# Leptogenys dasygyna
Leptogenys dasygyna är en myrart som beskrevs av Wheeler 1923. Leptogenys dasygyna ingår i släktet Leptogenys och familjen myror. Inga underarter finns listade i Catalogue of Life.

## Bildgalleri

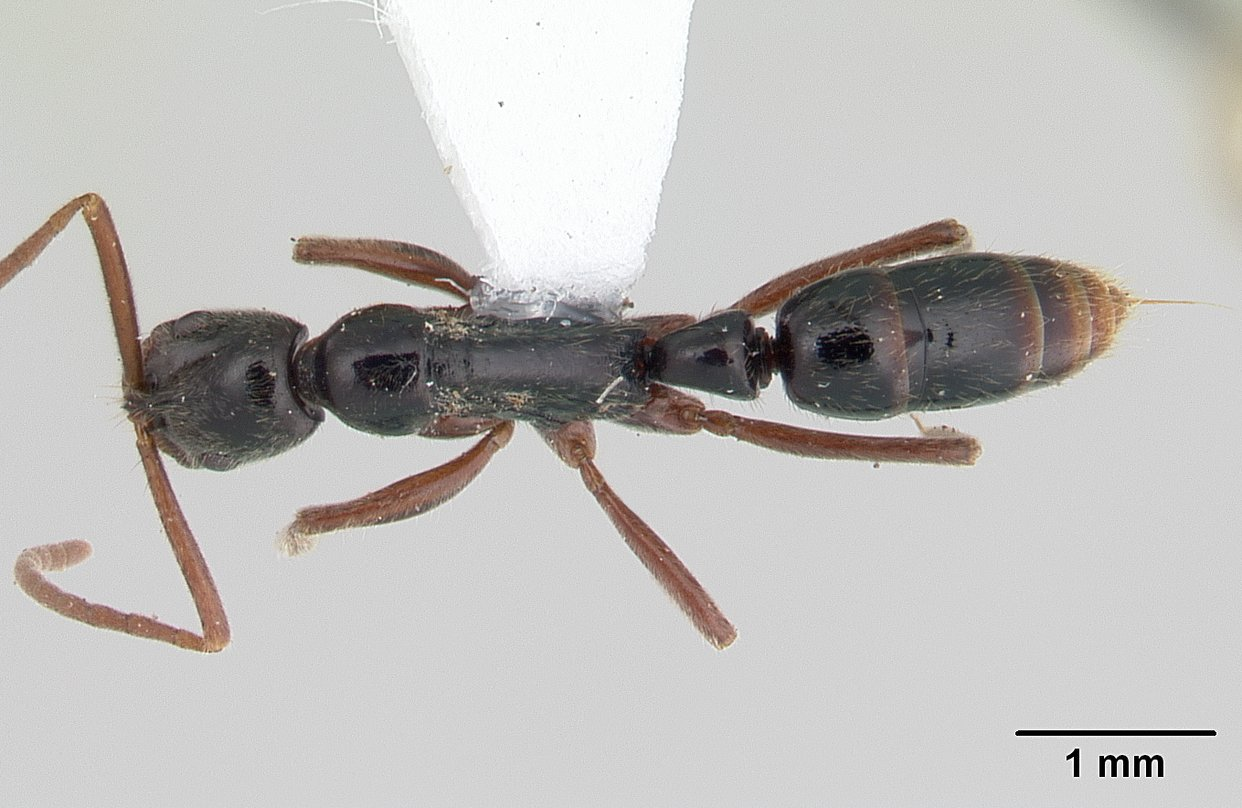
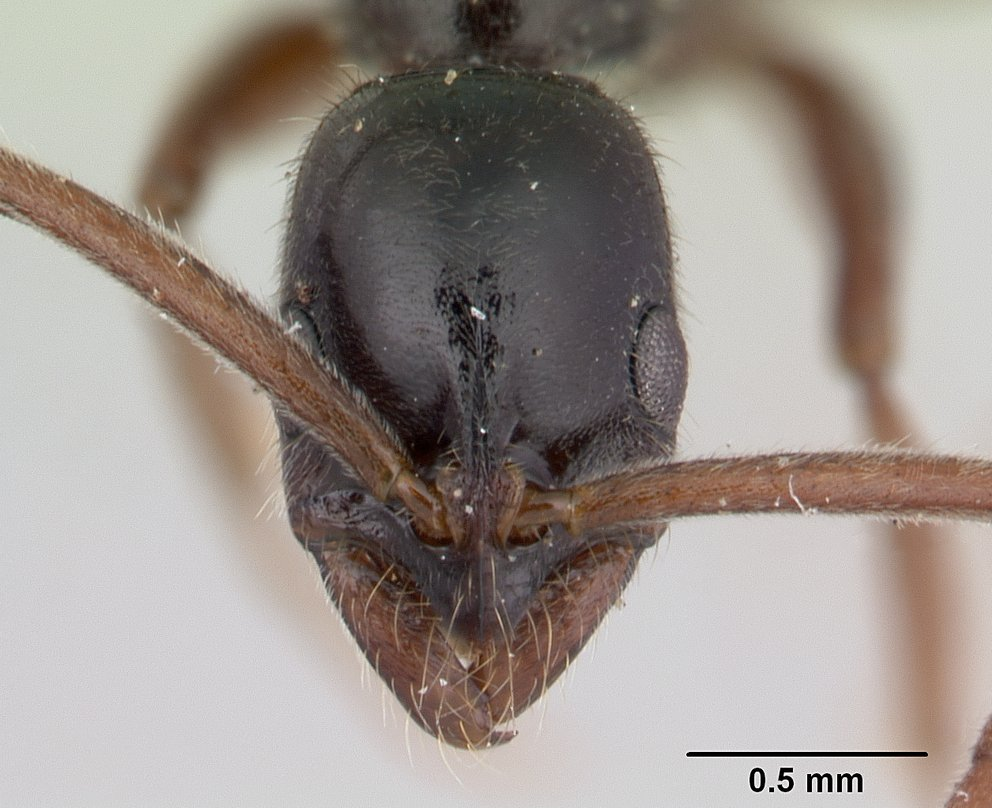
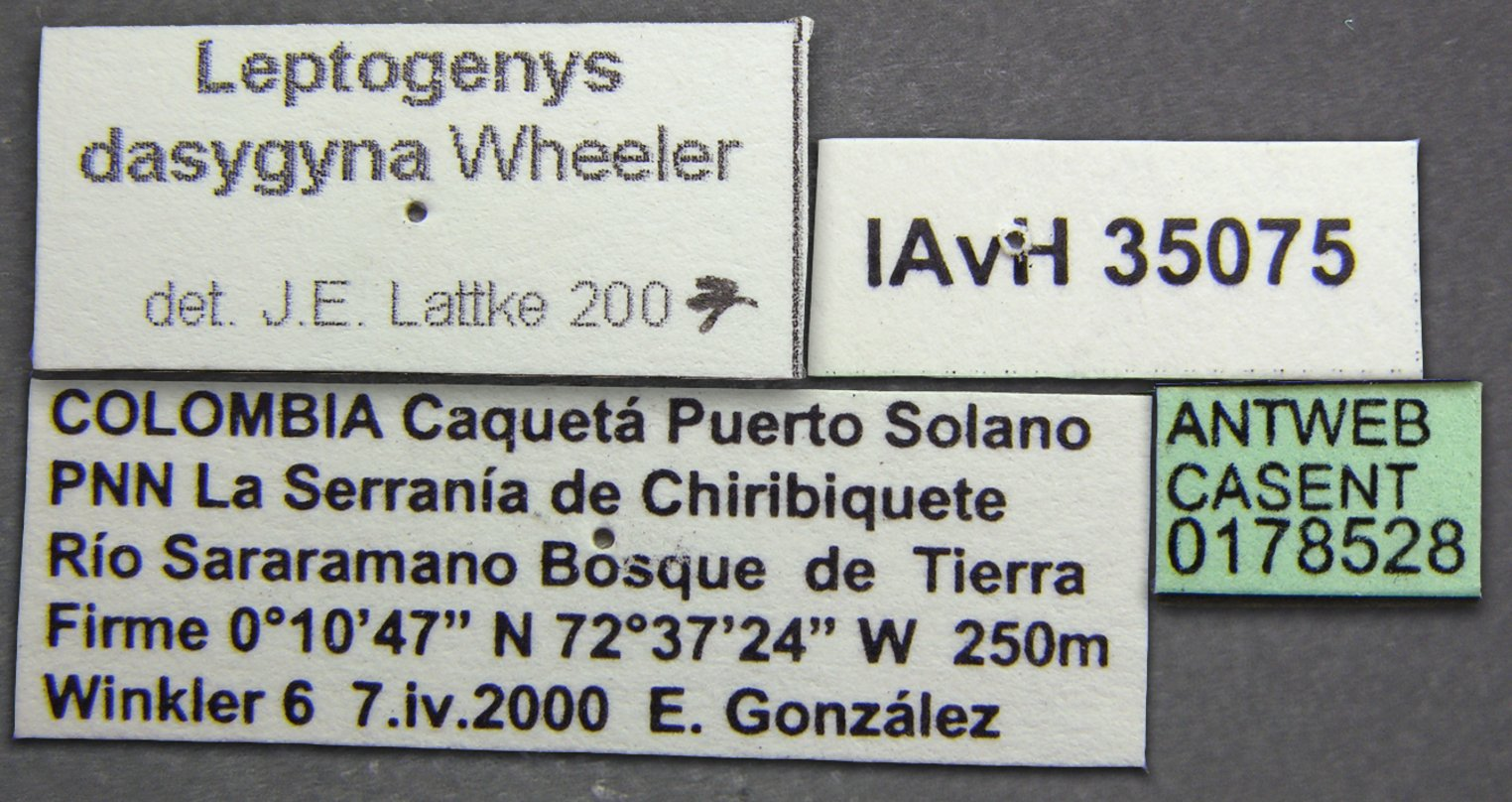
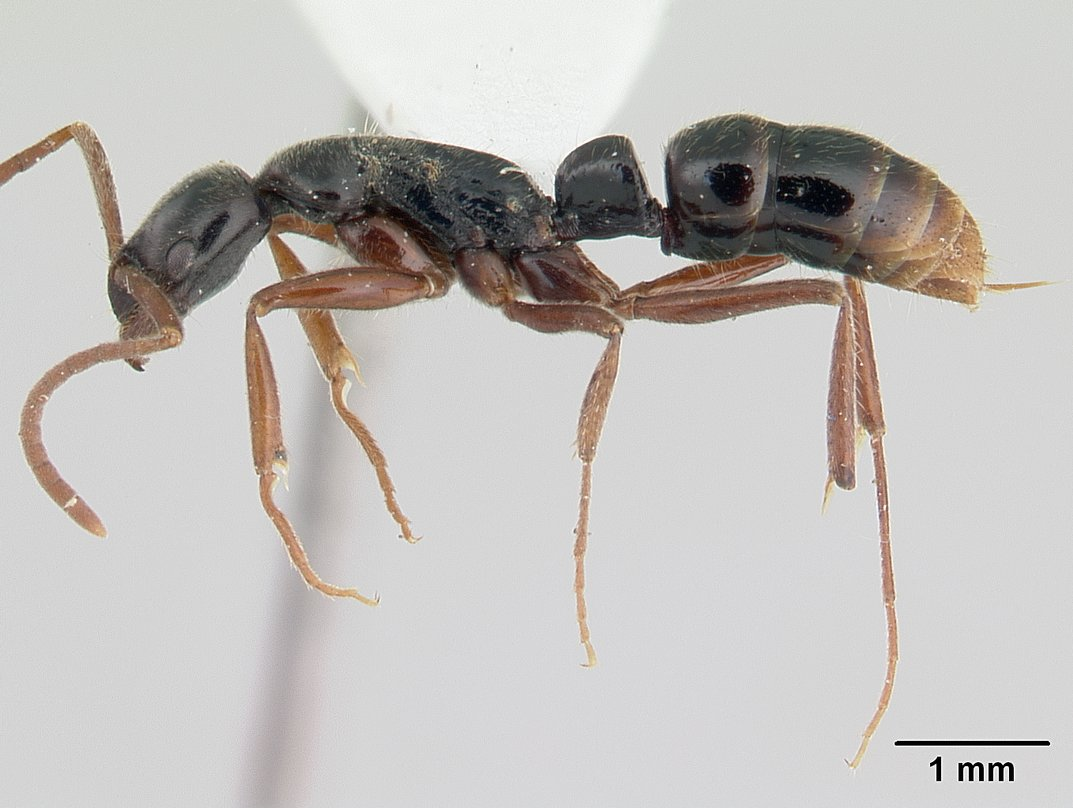